# 묘성기
묘성기(貓城記)는 중국의 작가 라오서가 1933년 발표한 근대 소설이다. 디스토피아 풍자 소설로, 영어, 프랑스어, 독일어, 헝가리어, 일본어, 러시아어로 번역되었다. 묘성기라 함은 '고양이 별의 이야기'라는 뜻으로서, 당시 중국의 사회를 반영하고 있다.